# It Must Have Been Love
«It Must Have Been Love» (en español: «Debe haber sido amor») es una power ballad escrita por Per Gessle e interpretada por el dúo sueco de pop rock Roxette. El título original de esta canción es "It Must Have Been Love (Christmas For The Broken-Hearted)". La canción se convirtió en el tercer #1 en los Estados Unidos, y es uno de sus mayores éxitos de ventas, certificando disco de oro en muchos países.
La canción, incluida en la banda sonora de la película Pretty Woman, rivaliza con "The Look", "Joyride" y "Listen to Your Heart" como la canción más asociada con el dúo. En 2005, Per Gessle recibió un premio de BMI después de que la canción fuera tocada 4 millones de veces por radio.

## "It Must Have Been Love (Christmas for the Broken Hearted)" (1987)
En 1987 la compañía EMI de Alemania propuso a Roxette crear un buen sencillo-navideño para pegar fuerte (en ese momento) en la radio. De ésta propuesta nació "It Must Have Been Love (Christmas For The Broken-Hearted)", el título original de la canción, el cual se convirtió de inmediato en éxito en Suecia. Esta versión original, años más tarde, fue reeditada con ligeros cambios, bajo el nombre de "It Must Have Been Love (Pretty Woman-version)", llamada a veces "It Must Have Been Love (1990 version)" o simplemente "It Must Have Been Love", y fue el sencillo principal de la película Pretty Woman.
Las diferencias principales entre la versión original y la versión de Pretty Woman son las siguientes: 
- El intro: La versión original comienza con una introducción de 4-5 segundos de sonidos de pandereta, simulando campanillas, luego comienza la música como tal al incorporarse los golpes de percusión de la batería y después, la guitarra eléctrica... En la versión de Pretty Woman, el intro comienza directamente con la percusión de batería, es decir, no tiene ese preámbulo inicial con el sonido de las panderetas. Además, tanto la percusión como la guitarra eléctrica están mucho más acentuados (se oyen más fuerte) que en la versión original.
- La letra: La diferencia básica está en uno de los versos de la canción. En la versión original dice: "And it's a hard / Christmas day" ("Es un duro día de Navidad") y en la versión de Pretty Woman dice: "And it's a hard / winter day" ("Es un duro día de invierno").
- El ritmo: La versión de la película tiene un ritmo un poco más rápido que la original.

### Lista de canciones
Lado A: "It Must Have Been Love (Christmas for the Broken Hearted)" - 4:48

Lado B: "Turn to Me" - 2:58

## Banda sonora de la película Pretty Woman
Luego del éxito Look Sharp! en 1988, Touchstone Pictures se puso en contacto con Roxette para incluir un tema del grupo en la banda sonora de la película Pretty Woman, protagonizada por Richard Gere y la ganadora del Oscar Julia Roberts. Pretty Woman se estrenó en marzo de 1990 y generó ganancias por más de US$460 millones a nivel mundial.
Inicialmente "It Must Have Been Love" no fue bien evaluado por los ejecutivos, pero finalmente fue incluida en una escena importante de la película. A pesar de no ser el primer sencillo de la banda sonora, se transformó en el de mayor éxito. Alcanzó el número 1 del Hot 100 de la revista Billboard el 16 de junio de 1990 y permaneció en esa posición durante 2 semanas.

### Lista de canciones
7" Single, Parlophone 13 6380 7, Alemania	19.06.1990
1. «It Must Have Been Love»	4:18
2. «Paint»		3:30

Casete Single,	EMI 4JM-50283,	EE.UU.	1990
A1	«It Must Have Been Love»
A2	«Chances»
B1	«It Must Have Been Love»
B2	«Chances»
CD-Maxi, EMI 13 6380 2, Alemania	1990
1. «It Must Have Been Love»	4:18
2. «Paint»		3:30
3. «Cry» (Live)	5:42

CD-Maxi, EMI CDEM 141, RU	1990
1. «It Must Have Been Love» (LP Versión)	4:19
2. «Paint»	3:28
3. «Cry» (Live)	5:42
4. «Surrender» (Live) 	3:07

### Posición en las listas
| Listas (1990)            | Máxima posición |
| ------------------------ | --------------- |
| Swedish Single Charts    | 4               |
| UK Top 75                | 3               |
| US Hot 100               | 1               |
| US Hot AC                | 2               |
| German Single Charts     | 4               |
| Australian Single Charts | 1               |
| Austrian Top 40          | 3               |
| Swiss Single Charts      | 1               |
| Norwegian Singles Charts | 1               |
| Irish Singles Chart      | 4               |
| Listas (1993)            | Máxima posición |
| UK Top 75                | 10              |

| Listas de fin de año (1990) | Máxima posición |
| --------------------------- | --------------- |
| U.S. Billboard Hot 100      | 2               |
| Perú Radio Panamericana     | 1               |

### Sucesión en listas
| Predecesor: «Hold On» de Wilson Phillips | U.S. Billboard Hot 100 — Sencillo N°. 1 16 de junio de 1990 - 29 de junio de 1990 | Sucesor: «Step by Step» de New Kids on the Block |

## Versiones alternativas y relanzamiento en 1993
Una versión revisada de la canción se grabó en Los Angeles studio durante el tour mundial de Roxette en 1991 para apoyar el álbum Joyride. Esta versión en estudio estilo country, más lenta, que presenta un solo de steel guitar en lugar del piano original, fue incluida en el álbum de 1992 Tourism: Songs from Studios, Stages, Hotelrooms & Other Strange Places. Parte de este trabajo se grabó en la presentación realizada en el Estadio San Carlos de Apoquindo.
Una reedición de la versión de 1990 entró al UK Top 10 en septiembre de 1993.
Más tarde, en 1996, Roxette lanza al mercado el álbum recopilatorio llamado "Baladas en español" y la canción es adaptada a éste idioma bajo el título de "No sé si es amor".

### Versiones
- 1990: Pudo ser amor, interpretado por la cantante mexicana Rocío Banquells.
- 2006: När kärleken föds, interpretado por la cantante sueca Shirley Clamp.
- 2006: It Must Have Been Love, interpretado por el dúo inglés Journey South.